# Locke & Key
Locke & Key este un serial TV dramatic supranatural de groază din 2020, dezvoltat de Carlton Cuse, Meredith Averill și Aron Eli Coleite, după benzi desenate omonime de Joe Hill și Gabriel Rodríguez. A avut premiera pe Netflix pe 7 februarie 2020. Serialul îl are în rolurile principale pe Darby Stanchfield, Connor Jessup, Emilia Jones, Jackson Robert Scott, Laysla De Oliveira, Petrice Jones și Griffin Gluck.
În martie 2020, Netflix a anunțat că seria a fost reînnoită cu un al doilea sezon, care va avea premiera în octombrie 2021. În decembrie 2020, înainte de premiera celui de-al doilea sezon, seria a fost reînnoită cu un al treilea sezon.

## Prezentare
După ce Rendell Locke este ucis de fostul student Sam Lesser, soția sa Nina decide să se mute împreună cu cei trei copii ai ei, Tyler, Kinsey și Bode, de la Seattle la Matheson, Massachusetts, în reședința familiei lui Rendell, Keyhouse. Copiii descoperă în curând o serie de chei misterioase în toată casa, care pot fi folosite pentru a debloca diverse uși în moduri magice. În curând, ei devin conștienți de o entitate demonică care caută cheile pentru propriile sale scopuri malefice.

## Distribuție și personaje
- Darby Stanchfield - Nina Locke, mama fraților Locke
- Connor Jessup - Tyler Locke, fiul cel mare al familiei Locke
- Emilia Jones - Kinsey Locke, copilul mijlociu și singura fiică a familiei Locke
- Jackson Robert Scott - Bode Locke, cel mai mic fiu al familiei Locke
- Petrice Jones - Scot Cavendish, un student la regie britanic de la Academia Matheson
- Laysla De Oliveira - Echo / Dodge, „doamna din fântână” din Keyhouse, depre care se dezvăluie că este o entitate demonică
- Griffin Gluck - Gabe, un nou student la Academia Matheson

## Episoade

### Prezentare generală
| Sezonul | Sezonul | Episoade | Episoade | Premiera TV       | Premiera TV |
| ------- | ------- | -------- | -------- | ----------------- | ----------- |
|         | 1       | 10       | 10       | 7 februarie 2020  |             |
|         | 2       | 10       | 10       | 22 octombrie 2021 |             |

### Sezonul 1 (2020)
| Nr. în serial | Nr. în sezon | Titlu                            | Regizat de           | Scris de                        | Data lansării    |
| ------------- | ------------ | -------------------------------- | -------------------- | ------------------------------- | ---------------- |
| 1             | 1            | „Bun venit în Matheson!”         | Michael Morris       | Joe Hill & Aron Eli Coleite     | 7 februarie 2020 |
| 2             | 2            | „În capcană”                     | Michael Morris       | Liz Phang                       | 7 februarie 2020 |
| 3             | 3            | „Jocurile minții”                | Tim Southam          | Meredith Averill                | 7 februarie 2020 |
| 4             | 4            | „Paznicii cheilor”               | Tim Southam          | Mackenzie Dohr                  | 7 februarie 2020 |
| 5             | 5            | „Arborele amintirilor”           | Mark Tonderai-Hodges | Andres Fischer-Centeno          | 7 februarie 2020 |
| 6             | 6            | „Ușa neagră”                     | Mark Tonderai-Hodges | Brett Treacy & Dan Woodward     | 7 februarie 2020 |
| 7             | 7            | „Disecție”                       | Dawn Wilkinson       | Michael D. Fuller               | 7 februarie 2020 |
| 8             | 8            | „Sunt o rază de soare, la naiba” | Dawn Wilkinson       | Vanessa Rojas                   | 7 februarie 2020 |
| 9             | 9            | „Ecouri”                         | Vincenzo Natali      | Meredith Averill & Liz Phang    | 7 februarie 2020 |
| 10            | 10           | „Cununa umbrelor”                | Vincenzo Natali      | Carlton Cuse & Meredith Averill | 7 februarie 2020 |

### Sezonul 2 (2021)
| Nr. în serial | Nr. în sezon | Titlu                    | Regizat de        | Scris de                        | Data lansării     |
| ------------- | ------------ | ------------------------ | ----------------- | ------------------------------- | ----------------- |
| 11            | 1            | „Premiera”               | Mark Tonderai     | Meredith Averill & Carlton Cuse | 22 octombrie 2021 |
| 12            | 2            | „Capul și inima”         | Mark Tonderai     | Liz Phang                       | 22 octombrie 2021 |
| 13            | 3            | „O Lume Mică”            | Mairzee Almas     | Mackenzie Dohr                  | 22 octombrie 2021 |
| 14            | 4            | „Nu mă uita”             | Mairzee Almas     | Vanessa Rojas                   | 22 octombrie 2021 |
| 15            | 5            | „Trecutul e prologul”    | Carlton Cuse      | Meredith Averill                | 22 octombrie 2021 |
| 16            | 6            | „Labirintul”             | Mairzee Almas     | Kimi Howl Lee                   | 22 octombrie 2021 |
| 17            | 7            | „Un plan perfect”        | Millicent Shelton | Michael D. Fuller               | 22 octombrie 2021 |
| 18            | 8            | „Fier în foc”            | Millicent Shelton | Jordan Riggs                    | 22 octombrie 2021 |
| 19            | 9            | „Alfa și Omega”          | Mark Tonderai     | Meredith Averill & Liz Phang    | 22 octombrie 2021 |
| 20            | 10           | „Pe marginea prăpastiei” | Mark Tonderai     | Carlton Cuse & Meredith Averill | 22 octombrie 2021 |